# Голицын, Илларион Владимирович
Князь Илларио́н Влади́мирович Голи́цын (20 мая 1928, Москва — 14 марта 2007, там же) — советский, российский живописец, график, скульптор, автор статей об искусстве, народный художник Российской Федерации (1998), действительный член Российской академии художеств (1997). Лауреат Государственной премии РФ (2003) в области литературы и искусства.

## Биография
Илларион Голицын родился в 1928 году в семье художника-графика Владимира Михайловича Голицына и Елены Петровны, урожденной графини Шереметевой.
Происходил из старинного княжеского рода Голицыных.
Учился у своего отца В. М. Голицына, пользовался советами П. Д. Корина.
В 1946—1953 годы И. В. Голицын учился в Московском высшем художественно-промышленном училище (б. Строгановское), на отделении художественной обработки дерева. В 1957 году изучал технику офорта в студии им. И. И. Нивинского у Е. С. Тейса.
С середины 1950-х был близок Владимиру Андреевичу Фаворскому.
Автор живописных работ, линогравюр, ксилографий, рисунков и скульптур.
В 1958 г. — серебряная медаль на Всемирном фестивале в Вене за гравюру «На балконе» из серии «Будни пригорода» (1955—1957).
В марте 1963 года, на встрече с интеллигенцией в Кремле, Н. С. Хрущёв подверг публичному разгрому поэта Андрея Вознесенского и писателя Василия Аксенова, а также Иллариона Голицына, поддержавшего Вознесенского.
До 1970-х годов работал в основном в графическом жанре, затем много писал маслом и акварелью.
Золотая медаль биеннале графики в Кракове (1970) за серию графических работ.
Диплом АХ СССР 1987 г. за серию ксилографий «Памяти В. А. Фаворского»
(1986), а также серебряная медаль биеннале графики в Варне за ту же
серию (1987).
В 2003 году за серию живописных и графических произведений «Дом в Новогирееве» был удостоен Государственной премии РФ в области литературы и искусства.
Погиб в 2007 году, был сбит машиной на улице.

## Семья
Сын — Иван Голицын, художник.

## Персональные выставки
- 1962 — Редакция журнала «Юность».

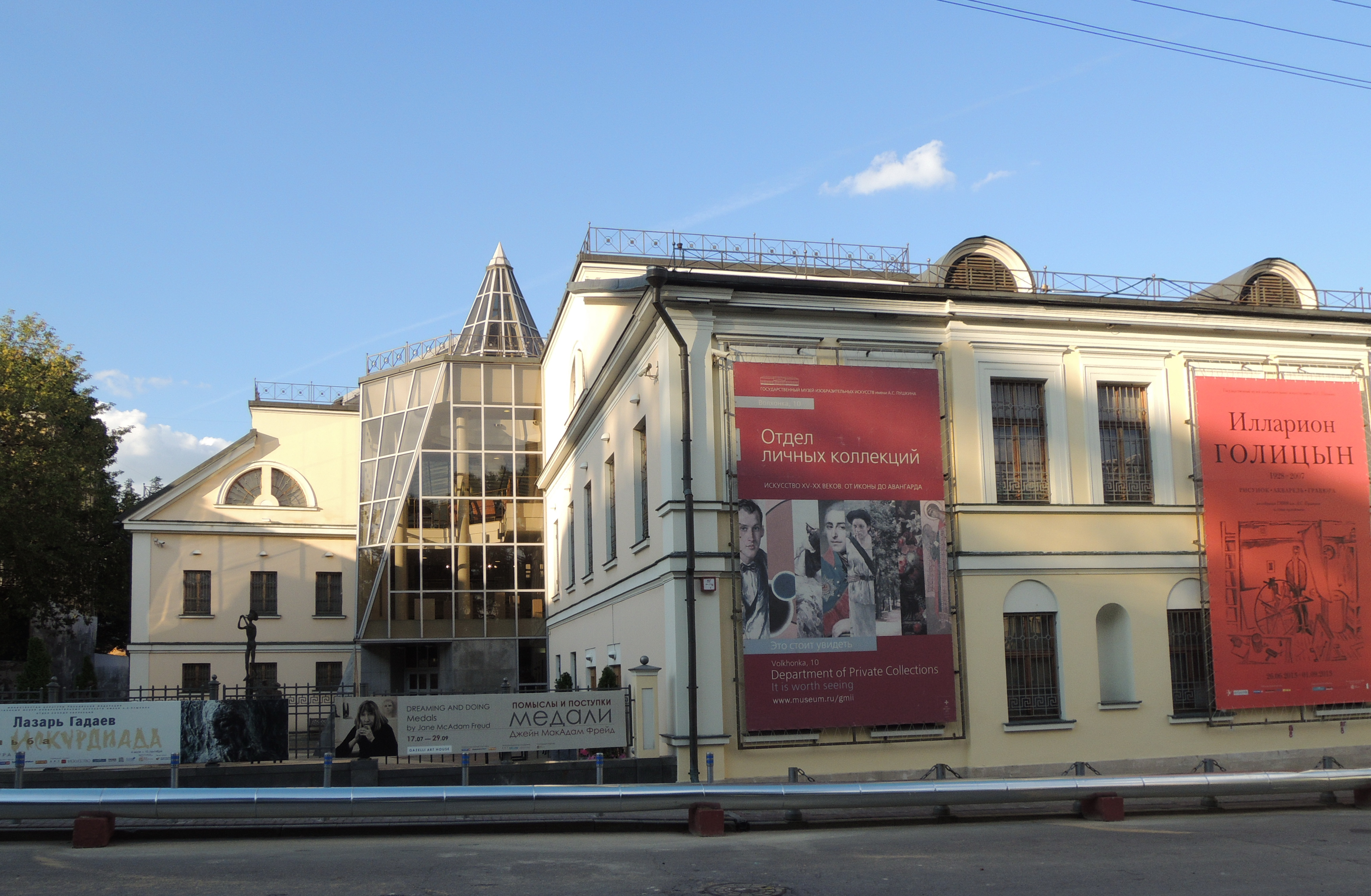
Плакат выставки в ГМИИ (2013)

- 1970 — Персональная выставка в Государственном музее изобразительных искусств имени А. С. Пушкина.
- 1979 — Персональная выставка. Выставочныйзал МОСХ РС ФСР.
- 1988 — Выставка совместно с А. Пологовой. Дом художника МОСХ РС ФСР.
- 1993 — Персональная выставка «Акварели из собрания ГМИИ». Государственный музей изобразительных искусств имени А. С. Пушкина.
- 1999 — Персональная выставка. «Акварель». Музей «Царскосельская Коллекция» г. Пушкин.
- 2001 — Персональная выставка «Светлые холсты». Государственный институт искусствознания. Москва.
- 2002 — Выставка «Дом Голицыных». Российская Академия художеств.
- 2005 — Персональная выставка «Илларион Голицын из собрания Русского музея». Санкт-Петербург
- 2005 — Выставка совместно с В. В. Куцевич. Саратовский художественный музей имени А. Н. Радищева.
- 2006 — Персональная выставка. Липецкая областная картинная галерея.
- 2008 — Персональная выставка к 80-летию со дня рождения. Российская академия художеств.
- 2008 — Персональная выставка к 80-летию со дня рождения. Из собрания Новгородского государственного объединенного музея-заповедника. Новгород.
- 2009 — Персональная выставка. Галерея «Русский мир». Париж.
- 2013 — Персональная выставка к 85-летию со дня рождения. Государственный музей изобразительных искусств имени А. С. Пушкина
- 2013 — «Илларион Голицын. Быть самим собой. К 85-летию со дня рождения». Государственная Третьяковская галерея. Москва

Автор книги:
Разговор об искусстве. О художниках. Статьи. Рассказы / И. В. Голицын. — М: Русский Міръ, 2015. — 608 с.: ил. — (Большая московская библиотека).